# Carel Industries
CAREL Industries è una multinazionale italiana che progetta, produce e commercializza hardware e software per la gestione di impianti di condizionamento dell'aria, di refrigerazione, umidificazione ed evaporative cooling.
Fondata nel 1973 in provincia di Padova, ha, al 2023, 15 siti produttivi e oltre 2.500 dipendenti.
Nel 2018 si è quotata alla Borsa di Milano negli indici FTSE Italia STAR e FTSE Italia Small Cap.

## Storia

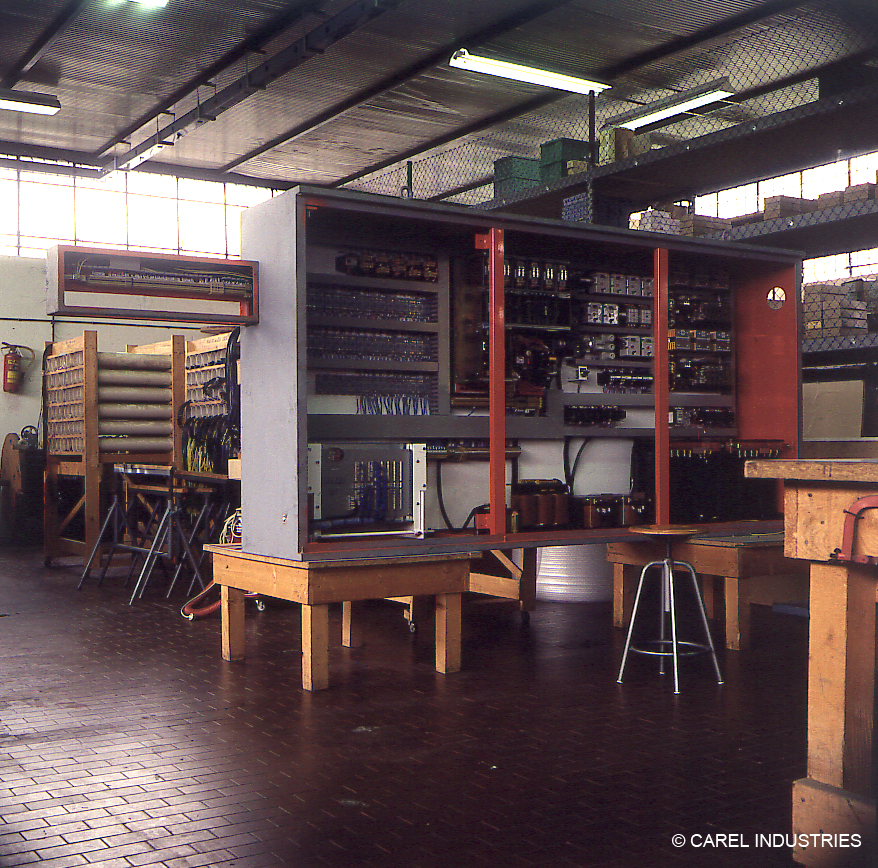
Il primo stabilimento produttivo di CAREL

Miprosent: uno dei primi controlli a microprocessore realizzati in Europa per il settore del condizionamento

CAREL è nata nel 1973 in provincia di Padova come azienda business to business, come C.AR.EL.: Costruzioni ARmadi ELettrici.
La società iniziò a operare come fornitore per un costruttore di unità di condizionamento per centri di calcolo (Hiross), producendone la componente elettrotecnica. 

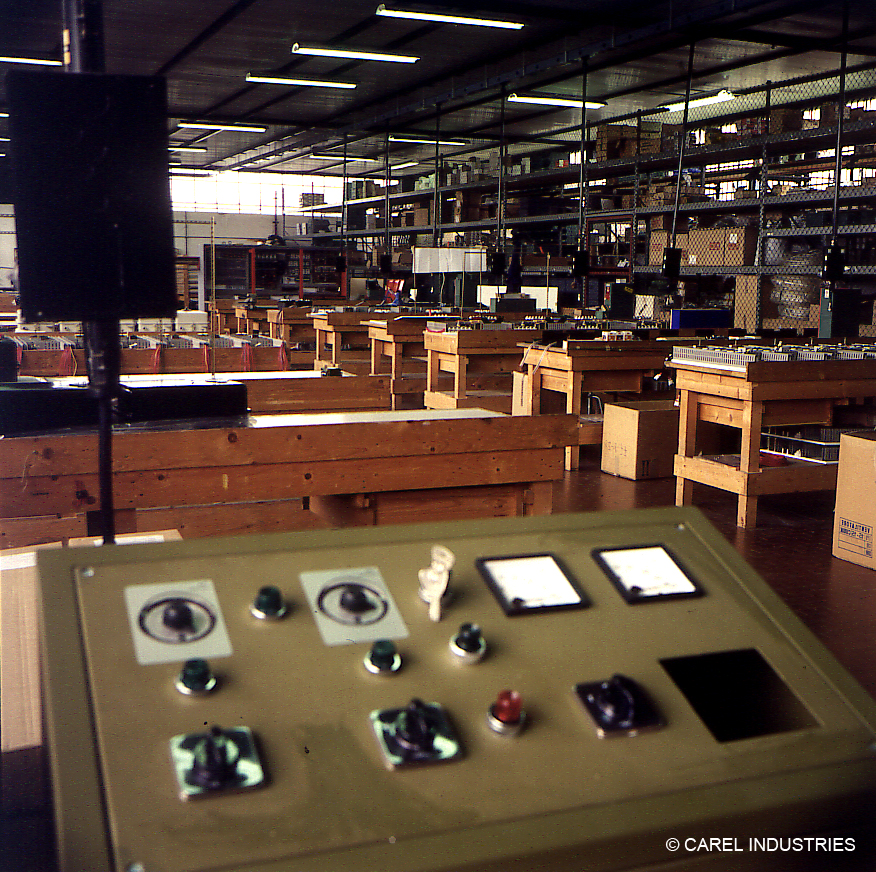
Il primo stabilimento produttivo di CAREL

Nel 1981, l'azienda ideò uno dei primi controlli a microprocessore realizzati in Europa per il settore del condizionamento, immesso sul mercato l'anno successivo con il nome di Miprosent. Questo era di tipo parametrico, ovvero già pre-programmato in fabbrica e adatto alla produzione in serie e in grandi volumi.
Successivamente fu sviluppato un controllo programmabile basato su un nuovo linguaggio di programmazione software, facilmente personalizzabile sia nel design che in termini di algoritmo.
Intorno a CAREL, alla fine degli anni novanta, cominciò a svilupparsi il distretto del freddo, che poi diventerà uno dei maggiori al mondo.
In pochi anni, l'azienda riuscì ad espandersi, dapprima sul mercato nazionale e poi su quello europeo, dapprima nei settori del condizionamento dell'aria e dell'umidificazione e poco dopo in quello della refrigerazione. La produzione di sistemi di umidificazione, caratterizzati da una forte componente elettromeccanica, continuò, ma fu soprattutto nell'elettronica che si concentrarono gli investimenti. Risale agli anni novanta l'avvio dell'espansione internazionale, con l'apertura di filiali commerciali in Francia, Gran Bretagna, Sud America e Germania.
Nel corso degli anni duemila vengono aperte filiali in: Cina, Australia, Stati Uniti, Asia, Spagna, India, Sudafrica, Russia, Corea.
Degli stessi anni anche l'apertura di un sito produttivo negli Stati Uniti, Cina, Brasile e, nel 2015 in Croazia, oltre a sedi commerciali in Nord Europa, Messico, Middle East, Tailandia, Polonia, Ucraina e Giappone. Alla fine del 2018 l'azienda inizia anche una crescita per linee esterne e acquisisce le società Recuperator e HygroMatik ed Enginia che entrano a far parte del Gruppo.
Nel 2021, ha continuato la sua espansione internazionale, acquisendo CFM Soğutma ve Otomasyon A.Ş, distributore e partner storico in Turchia.
Il processo di crescita dell'azienda è proseguito anche nel 2022 attraverso le acquisizioni delle società italiane Arion S.r.l. e Sauber, della tedesca Klingenburg e dell'americana Senva. Due ulteriori acquisizioni sono state completate nel 2023 con l'ingresso nel Gruppo della neozelandese Eurotec e della norvegese Kiona.

## Attività
CAREL è specializzata nella produzione di componenti hardware e software e nell'offerta di servizi per migliorare l'efficienza energetica dei sistemi HVAC e di refrigerazione in ambiti commerciali, industriali e residenziali.
Nel mercato HVAC, l'azienda offre soluzioni per pompe di calore, shelter e data center. Nel settore della refrigerazione si occupa di progettare, produrre e commercializzare sistemi di controllo e di supervisione della temperatura.

## Ricerca e sviluppo
CAREL ha laboratori di ricerca in applicazioni HVACR in Italia, Cina e Stati Uniti. All'interno della sede di Padova si trova anche un laboratorio dedicato ai sistemi per l'umidificazione dell'aria e agli evaporative cooler. Ogni anno l'azienda investe il 6% circa del fatturato consolidato in ricerca e sviluppo. Ad aprile 2024 la società ha aperto un nuovo centro di ricerca presso il proprio quartiere generale. Lo spazio si sviluppa su 4500 metri quadri e comprende camere climatiche certificate per l'uso di refrigeranti infiammabili, cabine di collaudo e un centro di formazione.

## Premi e riconoscimenti
La società ha ricevuto premi e riconoscimenti, sia come azienda che per i propri prodotti. A livello di gruppo il premio Mediobanca, lo Small & Mid Cap Award ricevuto nel 2019 per il segmento STAR mentre gli Innovation Award di China Refrigeration sono stati assegnati nel corso degli ultimi anni alla valvola di espansione elettronica E2v Z, alla soluzione per unità motocondensanti Hecu e all’eiettore modulante EmJ.